# یواس‌اس استاگ (ای‌دبلیو-۱)
یواس‌اس استاگ (ای‌دبلیو-۱) (به انگلیسی: USS Stag (AW-1)) یک کشتی بود که طول آن ۴۴۱ فوت ۶ اینچ (۱۳۴٫۵۷ متر) بود. این کشتی در سال ۱۹۴۴ ساخته شد.